# Mel Harris
Mel Harris, född 12 juli 1956 i Bethlehem, Pennsylvania, är en amerikansk skådespelare. 
Harris är mest känd för rollen som Hope Murdoch Steadman i Livet runt trettio, en roll för vilken hon var nominerad för bästa skådespelerska i en dramaserie på Golden Globe-galan 1990.

## Filmografi (urval)
- 1987–1991 – Livet runt trettio (TV-serie) (85 avsnitt)
- 1987 – Wanted Dead or Alive
- 1989 – En snut på hugget
- 1989 – Min brors fru
- 1992 – Cains många ansikten
- 1994 – Pagemaster – den magiska resan
- 1999 – Dawsons Creek (TV-serie) (1 avsnitt)
- 2002–2005 – Stargate SG-1 (TV-serie) (3 avsnitt)
- 2002 – Strong Medicine (TV-serie) (1 avsnitt)
- 2004 – North Shore (TV-serie) (1 avsnitt)
- 2005 – På heder och samvete (TV-serie) (2 avsnitt)
- 2005 – Vita huset (TV-serie) (1 avsnitt)
- 2006 – Cold Case (TV-serie) (1 avsnitt)
- 2006 – Criminal Minds (TV-serie) (1 avsnitt)
- 2006 – CSI: New York (TV-serie) (1 avsnitt)
- 2006 – E-Ring (TV-serie) (1 avsnitt)
- 2006 – House (TV-serie) (1 avsnitt)
- 2007 – Close to Home (TV-serie) (1 avsnitt)
- 2009 – The Lodger